# GSC Game World
GSC Game World — українська приватна компанія, розробник комп'ютерних ігор, відома зокрема іграми серій «Козаки» та S.T.A.L.K.E.R.[⇨]. Заснована в 1995 році Сергієм Григоровичем, який є її керівником. Має два офіси: один у Києві, інший, відкритий у 2022 році, у Празі (Чехія). GSC Game World першими в Україні почали перекладати ігри для ПК російською мовою.
У 2002 році компанія стала також і видавництвом — GSC World Publishing.

## Історія

### Початок роботи
Компанія була заснована в 1995 році Сергієм Григоровичем, що відтоді є її керівником. Назву компанії та емблему Сергій вигадав ще 1990 року, під час навчання у школі, у віці 12 років. Назва містить абревіатуру прізвища та ініціалів засновника — GSC (англ. Grigorovich Sergiy Constantinovich). Як потім пояснив Сергій:
|  | Мій батько казав, що треба усе життя, весь свій труд вкладати у своє ім’я, щоб потім було чим пишатися, і я назвав компанію своїми ініціалами. |

Компанія першою в Україні почала перекладати ігри для ПК російською мовою та створювати мультимедійні енциклопедії.

### Перехід до розробки ігор
У 1997 році компанія почала розробляти свою власну гру — квест, та під час розробки зіткнулася з браком досвіду і труднощами зі створення подібних ігор, і від розробки незабаром відмовилися.
— Сергій Григорович
У 1998 році, після економічної кризи в Росії, відбувається переорієнтація компанії на західний ринок і розробку комп'ютерних ігор у жанрі стратегій у реальному часі. GSC намагається отримати контракт на розробку Warcraft 3 у Blizzard Entertainment, але зазнає невдачі. За словами Григоровича, причиною стала недовіра до східноєвропейської студії і молодий вік її власника. До кінця 1998 року компанія закінчує свою першу комерційну гру — WarCraft 2000: Nuclear Epidemic на базі власного рушія, який згодом стане основою «Козаків». Проєкт вирізняється поміж інших стратегій підвищеним лімітом юнітів на карті.
На початку 1999 року компанія публікує у вільному доступі WarCraft 2000 і паралельно працює над графікою і моделями до проєкту DoomCraft, який за півроку закривають. Тоді ж починається розробка «Козаків».

### Дебют компанії
У 2001 році GSC Game World випускає стратегію у реальному часі для Windows «Козаки: Європейські війни» — першу гру, що принесла компанії успіх, а незабаром і визнання в усьому світі. Пізніше в цьому ж році виходять тактичний шутер від першої особи Venom. Codename: Outbreak і доповнення до «Козаків» — «Козаки: Останній довід королів». У тому ж році GSC Game World починає розробляти шутер з сюжетом, що базується на концепції Зоряної Брами і будівлях (пірамідах) ацтеків, на власному рушії X-Ray, який дозволяв отримати вельми якісне зображення і підтримував майже всі сучасні технології на той час. Проєкт отримує назву Oblivion Lost.
|                     | Спочатку ми взагалі розробляли гру, сюжетом якої була війна роботів та інопланетян в антуражі природи і пірамід ацтеків. Але на кожному зібранні звучала фраза: «Те, що ми робимо — повна маячня». |
| — Сергій Григорович | |

У 2002 році компанія випустила ще одне доповнення до серії «Козаки» під назвою «Козаки: Знову війна", а в кінці року випускає нову стратегію в реальному часі «Завоювання Америки». У березні 2002 року, після подорожі компанії GSC Game World у Чорнобильську зону відчуження, концепція Oblivion Lost повністю змінюється і бере за основу аварію на ЧАЕС. Гра отримує назву Stalker. Oblivion Lost, але незабаром назва змінюється на S.T.A.L.K.E.R.: Oblivion Lost, оскільки розробники не змогли отримати авторських прав на використання в назві своєї гри слова «Stalker». Частково переробляється рушій, зокрема, його графічна частина. Попередньо, гру планують випустити наприкінці 2003 року.
У 2003 році компанія випускає доповнення «Завоювання Америки: У пошуках Ельдорадо», а також аркадні гонки Hover Ace і шутер від першої особи FireStarter. Також триває розробка шутера від першої особи S.T.A.L.K.E.R.: Oblivion Lost і знаходиться видавець для неї, ним стає компанія THQ. За його рекомендацією назву змінюють на остаточну — S.T.A.L.K.E.R.: Shadow of Chernobyl (укр. «S.T.A.L.K.E.R.: Тінь Чорнобиля»). Розробники називають першу точну дату випуску — середина 2004 року.

Логотип GSC World Publishing

У 2004 році GSC Game World стає також видавцем — GSC World Publishing, і спільно з Ubisoft 20 листопада 2004 видає власну розроблену стратегію «Олександр», що є офіційною грою за фільмом Олівера Стоуна «Олександр». Намічений на цей рік випуск S.T.A.L.K.E.R.: Shadow of Chernobyl у липні 2004 року переноситься компанією THQ на 2005 рік у зв'язку з переходом на новий рендер.
У 2005 році виходить продовження популярної стратегії «Козаки» — «Козаки ІІ: Наполеонівські війни». Також у лютому 2005 року GSC знову змінює дату виходу S.T.A.L.K.E.R.: Shadow of Chernobyl на невизначений термін, продовжуючи її доопрацювання.
У 2006 році компанія випускає доповнення «Козаки ІІ: Битва за Європу» і нову гру в жанрі стратегії у реальному часі та рольової гри «Герої знищених імперій». Також на початку цього року компанію залишає частина співробітників, що до цього працювали над проєктом S.T.A.L.K.E.R.. В момент, коли арткоманда, яка працювала над S.T.A.L.K.E.R., офіційно закінчила роботи по проєкту, частина досвідчених художників пішла з компанії і заснувала власну компанію-розробника комп'ютерних ігор 4A Games. Пізніше до них доєдналися ще кілька співробітників GSC, що пішли після закінчення своїх робіт над проєктом. У 2006 році починається остання стадія розробки S.T.A.L.K.E.R.: Shadow of Chernobyl: оптимізація і бета-тестування. Компанія робить заяву, що гра повинна вийти у першому кварталі 2007 року.
20 березня 2007 року гру «S.T.A.L.K.E.R.: Тінь Чорнобиля» було офіційно випущено. На 24 березня 2007 року проєкт S.T.A.L.K.E.R. займав восьму позицію в чарті продажів для різних платформ, і перше — серед ігор для ПК за рейтингом британської організації ELSPA. Вже через рік, 12 лютого 2008 року, була надана інформація про тираж гри: 950 тисяч копій на території СНД і 700 тисяч на Заході, що зробило гру найуспішнішим проєктом компанії GSC Game World на той момент. Одночасно з випуском гри починається випуск книжкової серії «S.T.A.L.K.E.R.». Офіційно було випущено три збірки оповідань, співзвучних з назвами ігор, але на початок 2021 року налічується понад 317 книг. Також, компанія планувала почати випуск одягу та сувенірної продукції і вела перемовини з телекомпаніями щодо випуску серіалу за мотивами гри. Успіх гри S.T.A.L.K.E.R. у всьому світі підштовхує компанію до розробки продовження. Ним стає доповнення «S.T.A.L.K.E.R.: Чисте небо», яке є пріквелом гри «S.T.A.L.K.E.R.: Тінь Чорнобиля», яка виходить 22 серпня 2008 року. 2 жовтня 2009 року виходить друге доповнення до серії S.T.A.L.K.E.R., що є сіквелом оригінальної гри — «S.T.A.L.K.E.R.: Поклик Прип'яті». Також, ще до виходу гри, генеральний директор GSC Game World Сергій Григорович оголошує про плани щодо створення продовження популярної серії.
13 серпня 2010 року компанія GSC Game World офіційно оголошує про початок розробки проєкту S.T.A.L.K.E.R. 2, який стає продовженням серії ігор про Чорнобильську Зону. Стверджується, що гра буде працювати на новому багатоплатформовому ігровому рушії. Вихід гри планувався на ПК, Xbox 360 та PlayStation 3 у 2012 році.

### Припинення розробки ігор
9 грудня 2011 року українське інформаційне інтернет-агентство «Українські новини» опублікувало повідомлення, що Сергій Григорович, засновник і власник GSC Game World, вирішив закрити компанію. Розробка гри S.T.A.L.K.E.R. 2 також була припинена. Згідно з новинами, про це сайту повідомило інформоване джерело. За інформацією інших новинних ресурсів, у соціальній мережі Twitter особи, близькі до GSC, підтвердили дану інформацію. Разом з тим, офіційного повідомлення не було.
Після цього, в одному з інтерв'ю фан-порталу stalker-gsc.ru, офіційний партнер Сергія Григоровича, Михайло Разумов, повідомив, що GSC функціонує, але виключно в особі самого Григоровича. Також стверджувалося, що зараз відбуваються переговори щодо продовження робіт над другим S.T.A.L.K.E.R.-ом. У березні 2013 року, колишній глава відділу продажів GSC Сергій Грушко також підтвердив цю інформацію і додав, що Григорович може взяти в свою компанію будь-яку відповідну команду модмейкерів. Однією з кандидатур він оголосив команду, що розробляє фан-проєкт «Lost Alpha».

### Відродження
Наприкінці 2014 року компанія GSC Game World відновила роботу. Новим проєктом компанії керує брат засновника компанії Сергія Григоровича — Євген Григорович. 18 травня 2015 року було анонсовано нову гру від студії — «Козаки 3». 19 липня 2016 року анонсовано дату виходу «Козаки 3», а 20 вересня того ж року відбувся вихід гри у сервісі Steam.
15 травня 2018 року Сергій Григорович оголосив про розробку S.T.A.L.K.E.R. 2, дата випуску якої не відома, а число «2021» на сайті гри є шифром. Інформація про те, що гру розробляє GSC Game World, з'явилася на офіційному сайті компанії.

### Військовий стан, початок повномасштабної війни
Перед початком повномаштабного вторгнення представники компанії попіклувалися про переміщення працівників в окремо найнятий офіс в Ужгороді.
Після повномаштабного вторгнення російських військ в Україну лютому 2022 року компанія змінила свою політику, щодо представлення своєї продукції для Росії.
PR-менеджер GSC Game World Захар Бочаров в Discord-каналі підтвердив, що GSC Game World вирішила відмовитися від російської озвучки в S.T.A.L.K.E.R. 2 — офіційна повна локалізація буде лише українською та англійською мовами. Але гра все ж буде мати субтитри російською.
В кінці вересня 2023 року бенефіціарний власником компанії став Максим Кріппа.

### РелізS.T.A.L.K.E.R. 2
S.T.A.L.K.E.R. 2 вийшов 20 листопада 2024. Всього за два дні після релізу гра перейшла відмітку в 1 мільйон проданих копій.
18 грудня 2024 року власник компанії Максим Кріпа зазначив в інтерв'ю для видання Forbes, що гра «S.T.A.L.K.E.R. 2: Серце Чорнобиля» вже окупилася, а вони ведуть перемовини з Netflix про можливу екранізацію.

## Ігри
| Назва                                     | Дата виходу       | Ігровий рушій             | Платформа(-и)                                     | Видавець(-вці)                          | Прим(-и).                                 |
| ----------------------------------------- | ----------------- | ------------------------- | ------------------------------------------------- | --------------------------------------- | ----------------------------------------- |
| WarCraft 2000: Nuclear Epidemic           | 25 листопада 1998 | DMCR                      | Microsoft Windows                                 | відсутній                               | [ 29 ] [ 30 ] [ 31 ]                      |
| «Козаки: Європейські війни»               | 12 квітня 2001    | DMCR                      | Microsoft Windows                                 | CDV Software, Руссобіт-М                | [ 32 ] [ 33 ] [ 34 ] [ 35 ]               |
| Venom. Codename: Outbreak                 | 8 жовтня 2001     | Vital Engine ZL           | Microsoft Windows                                 | Virgin Interactive, Руссобіт-М          | [ 38 ] [ 39 ] [ 40 ]                      |
| «Козаки: Останній довід королів»          | 20 листопада 2001 | DMCR                      | Microsoft Windows                                 | CDV Software, Руссобіт-М                | [ 41 ] [ 42 ] [ 43 ]                      |
| Hover Ace                                 | 2 вересня 2002    | внутрішній рушій          | Microsoft Windows                                 | Strategy First, Руссобіт-М              | [ 44 ] [ 45 ] [ 46 ] [ 47 ]               |
| «Козаки: Знову війна»                     | 1 листопада 2002  | DMCR                      | Microsoft Windows                                 | CDV Software, Руссобіт-М                | [ 48 ] [ 49 ] [ 50 ]                      |
| «Завоювання Америки»                      | 18 грудня 2002    | DMCR 2                    | Microsoft Windows                                 | CDV Software, Руссобіт-М                | [ 51 ] [ 52 ] [ 53 ] [ 54 ] [ 47 ]        |
| «Завоювання Америки: У пошуках Ельдорадо» | 25 червня 2003    | DMCR 2                    | Microsoft Windows                                 | CDV Software, Руссобіт-М                | [ 55 ] [ 56 ]                             |
| FireStarter                               | 28 листопада 2003 | FireStarter Engine 1.0    | Microsoft Windows                                 | Hip Interactive, Руссобіт-М             | [ 57 ] [ 58 ] [ 59 ] [ 60 ] [ 47 ]        |
| «Олександр»                               | 20 листопада 2004 | DMCR 2                    | Microsoft Windows                                 | Ubisoft, GSC World Publishing           | [ 61 ] [ 62 ] [ 63 ] [ 64 ] [ 65 ]        |
| «Козаки ІІ: Наполеонівські війни»         | 4 квітня 2005     | DMCR 2                    | Microsoft Windows                                 | CDV Software, GSC World Publishing      | [ 66 ] [ 67 ] [ 68 ] [ 31 ]               |
| «Козаки ІІ: Битва за Європу»              | 19 червня 2006    | DMCR 2                    | Microsoft Windows                                 | CDV Software, GSC World Publishing      | [ 69 ] [ 70 ]                             |
| «Герої знищених імперій»                  | 6 жовтня 2006     | DMCR 2                    | Microsoft Windows                                 | CDV Software, GSC World Publishing      | [ 71 ] [ 72 ] [ 73 ] [ 74 ]               |
| «S.T.A.L.K.E.R.: Тінь Чорнобиля»          | 20 березня 2007   | X-Ray Engine 1.0          | Microsoft Windows, PlayStation 4, Xbox One        | THQ, GSC World Publishing               | [ 75 ] [ 76 ] [ 77 ] [ 78 ] [ 79 ] [ 80 ] |
| S.T.A.L.K.E.R. Mobile                     | 5 грудня 2007     | мобільний 3D-рушій Qplaze | Java ME                                           | NOMOC World Publishing                  | [ 81 ] [ 82 ] [ 83 ] [ 84 ]               |
| «S.T.A.L.K.E.R.: Чисте небо»              | 22 серпня 2008    | X-Ray Engine 1.5          | Microsoft Windows, PlayStation 4, Xbox One        | Deep Silver, GSC World Publishing       | [ 85 ] [ 86 ] [ 87 ] [ 88 ]               |
| «S.T.A.L.K.E.R.: Поклик Прип'яті»         | 2 жовтня 2009     | X-Ray Engine 1.6          | Microsoft Windows, PlayStation 4, Xbox One        | bitComposer Games, GSC World Publishing | [ 89 ] [ 90 ] [ 91 ] [ 92 ] [ 93 ]        |
| «Козаки 3»                                | 20 вересня 2016   | рушій без назви           | Microsoft Windows, Linux                          | GSC Game World                          | [ 96 ] [ 97 ] [ 98 ] [ 99 ]               |
| «Козаки 3: Дні Величі»                    | 13 грудня 2016    | рушій без назви           | Microsoft Windows, Linux                          | GSC Game World                          | [ 96 ] [ 97 ] [ 98 ] [ 99 ]               |
| «Козаки 3: Сходження до Слави»            | 16 лютого 2017    | рушій без назви           | Microsoft Windows, Linux                          | GSC Game World                          | [ 96 ] [ 97 ] [ 98 ] [ 99 ]               |
| «Козаки 3: Вартові Високогірь»            | 12 квітня 2017    | рушій без назви           | Microsoft Windows, Linux                          | GSC Game World                          | [ 96 ] [ 97 ] [ 98 ] [ 99 ]               |
| «Козаки 3: Дорога до Величі»              | 16 травня 2017    | рушій без назви           | Microsoft Windows, Linux                          | GSC Game World                          | [ 96 ] [ 97 ] [ 98 ] [ 99 ]               |
| «Козаки 3: Золота Доба»                   | 24 серпня 2017    | рушій без назви           | Microsoft Windows, Linux                          | GSC Game World                          | [ 96 ] [ 97 ] [ 98 ] [ 99 ]               |
| «S.T.A.L.K.E.R. 2: Серце Чорнобиля»       | 20 листопада 2024 | Unreal Engine 5           | Microsoft Windows, Xbox Series X/S, PlayStation 5 | GSC Game World                          | [ 103 ] [ 104 ] [ 100 ] [ 105 ]           |

### Скасовані ігри
| Назва                                      | Дата скасування | Ігровий рушій                   | Платформа(-и)           | Прим(-и).                              |
| ------------------------------------------ | --------------- | ------------------------------- | ----------------------- | -------------------------------------- |
| неназвана квестова гра                     | 1997            | невідомо                        | Microsoft Windows       | [ 30 ]                                 |
| DoomCraft                                  | січень 1999     | DMCR                            | Microsoft Windows       | [ 30 ] [ 106 ]                         |
| Oblivion Lost                              | лютий 2002      | X-Ray Engine                    | Microsoft Windows, Xbox | [ 47 ] [ 108 ] [ 109 ] [ 110 ] [ 111 ] |
| Warlocks                                   | 2002            | DMCR                            | Microsoft Windows       | [ 47 ] [ 112 ] [ 113 ]                 |
| «Пограбування» (робоча назва)              | 2006            | X-Ray Engine                    | Microsoft Windows       | [ 112 ] [ 114 ]                        |
| неназвана гра серії S.T.A.L.K.E.R. для PSP | весна 2007      | X-Ray Engine                    | PlayStation Portable    | [ 115 ] [ 116 ] [ 117 ]                |
| S.T.A.L.K.E.R. Online                      | жовтень 2011    | внутрішній рушій на Adobe Flash | веббраузер              | [ 118 ] [ 119 ]                        |

## Ігрові рушії
Vital Engine — ігровий рушій, створений для гри Venom. Codename: Outbreak, а згодом був використаний для серії ігор Xenus («Xenus: Точка кипіння» та «Xenus II: Біле золото») і гри «Предтечі», українського розробника Deep Shadows.
X-Ray Engine — ігровий рушій, створений для серії ігор S.T.A.L.K.E.R.. В «X-Ray» використовується вільний фізичний рушій Open Dynamics Engine.

## Спадок
Студії, сформовані вихідцями з GSC Game World:
- Deep Shadows — була заснована 30 серпня 2001 року в Києві, вихідцями з компанії Сергієм Забарянским та Романом Лутом. Ігри Deep Shadows використовують ігровий рушій Vital Engine, розроблений засновниками компанії ще будучи у складі GSC Game World для гри Venom. Codename: Outbreak[37][36].
- 4A Games — була заснована 2 березня 2006 року вихідцями з компанії, у яких, з деяких причин, виникли фінансові труднощі з керівництвом. Співробітники компанії відразу приступили до створення дебютного проєкту Metro 2033: The Last Refuge, працюючи над грою навіть на вихідних. Відтоді компанія 4A Games розробляє ігри серії Metro[122][123].
- Vostok Games — створена в 2012 році після тимчасового закриття студії. В даний час організація займається розробкою і підтримкою оригінальної постапокаліптичної онлайн-ігри Survarium[122]. Також в 2019 році випустила гру Fear the Wolves в жанрі королівська битва.
- West-Games — заснована в 2012 році під першою назвою «Union Studio» головним виконавчим директором Євгеном Кімом, який раніше керував розробкою програмного забезпечення GSC[124] та працював над скасованою браузерною грою S.T.A.L.K.E.R. Online[118]. У 2013 році Union Studio була реорганізована в West-Games, а в червні 2014 року студія запустила краудфандінгову кампанію на Kickstarter для духовного наступника S.T.A.L.K.E.R. під назвою Areal[125][126]. Кампанію різко розкритикували, оскільки студія помилково стверджувала, що покриває творців франшизи, в той час, як трейлер гри майже повністю використовував кадри з попередніх ігор S.T.A.L.K.E.R.[125][127]. На прохання надати зображення з гри представники West-Games надали скріншоти ландшафту, який був частково зміненою версією попередньо розробленого ресурсу, доступного для покупки в «Asset Store» для ігрового рушія Unity[127]. Кілька груп розробників модів для S.T.A.L.K.E.R., у тому числі команда Misery, заявили, що проєкт був шахрайством[125][127]. З спочатку запитаних 50 000 доларів США Areal зібрала майже 65 000 доларів, проте в липні 2014 року, за два дні до закриття кампанії, проєкт було відмінено на Kickstarter, оскільки Kickstarter послався на порушення правил[128]. Компанія West-Games спочатку стверджувала, що перейшла на приватне фінансування, але оголосила ще одну краудфандінгову кампанію, на цей раз на Wefunder[en], в грудні 2014 року, прагнучи отримати 600 000 доларів для створення гри під назвою S.T.A.L.K.E.R.: Apocalypse[129][130]. Але, коли GSC проходила реформацію, студія заявила, що West-Games за законом не має права розробляти ігри S.T.A.L.K.E.R., оскільки GSC володіє всіма правами на франшизу «S.T.A.L.K.E.R.»[129].
- Flying Cafe for Semianimals — була створена в 2015 році креативним директором Іллею Толмачьовим, який до цього займався «S.T.A.L.K.E.R.: Поклик Прип'яті». Дебютною грою компанії стала Cradle[119][131][132].

## Благодійність
28 квітня 2023 року компанії NAVI, MK Foundation та GSC Game World повідомили, що разом закупили 100 автівок на потреби ЗСУ.
23 грудня 2024 року GSC Game World доєдналася до благодійного збору Bring Light Back із United24 на генератори для українських шкіл. Серед тих, хто задонатив від $24, розігрували три радіаційні дозиметри, 10 наборів S.T.A.L.K.E.R. 2: Heart of Chornobyl Ultimate Edition з ігровими артефактами та іншими сувенірами. За донат від $10 розігрувалися 20 ігрових ключів та 20 футболок з обмеженої серії S.T.A.L.K.E.R. 2: Heart of Chornobyl.

## Нагороди
- «Почесний амбасадор» у сфері цифрової дипломатії від МЗС України[136] (2024)